# Афксентиу, Григорис
Григо́рис Афксе́нтиу (греч. Γρηγόρης Πιερής Αυξεντίου; 1928—1957) — национальный герой Кипра, партизан, борец против британской оккупации Кипра. В иерархии националистической партии ЭОКА — второй командир после Георгиоса Гриваса. Подпольная кличка — Зидрос (Ζήδρος).

## Ранние годы
Афксентиу родился в деревне Лиси в Месаории, недалеко от Фамагусты 22 февраля 1928 года в семье Пьериса и Антонии Афксентиу. У него была младшая сестра по имени Христала. В Лиси Афксентиу посещал начальную школу, а среднее образование он получил в Греческой гимназии в Фамагусте. По словам его одноклассников, Григорис был страстным спортсменом, увлекался футболом и болел за ФК «Анортосис» — один из сильнейших клубов Фамагусты.

## Армейская служба
После окончания учёбы Афксентиу отправился в Грецию, где, однако, потерпел неудачу при поступлении в Греческую военную академию в Афинах. В декабре 1949 года он вступил добровольцем в греческую армию. С марта по октябрь 1950 года Афксентиу был направлен в академию офицерского резерва на острове Сирос. Затем он служил в греческой армии на греко-болгарской границе.
Афксентиу покинул ряды греческой армии 15 ноября 1953 года и вернулся на Кипр, где первое время помогал отцу с его бизнесом, работая таксистом. В это же время он обручился.

## ЭОКА
В этот же период Афксентиу вступил в Национальную организацию освобождения Кипра (ЭОКА), где он вскоре стал вторым в иерархии — адъютантом лидера ЭОКА Георгиоса Гриваса. На первых порах зоной его ответственности была Фамагуста, окрестности которой он хорошо знал. Афксентиу первым догадался использовать в боевых целях взрывчатку, добытую из неразорвавшихся снарядов, сброшенных британскими судами на мелководье у побережья Фамагусты — до этого её применяли местные рыбаки для оглушения рыбы.
Афксентиу приобрел большую популярность среди своих сослуживцев, что было отмечено Георгиоса Гривасом при назначении его командующим партизанскими силами района Кирении.
Весной 1955 года Афксентиу организовал нападения на здания пробританской телекомпании CBC и энергетической компании в Никосии. Известный под псевдонимом Zidros (Ζήδρος), с этого момента он оказался в верхней части британского списка самых разыскиваемых людей. Британцы изначально провозгласил награду в £250 за его арест, но вскоре увеличили её до £1000
, а затем и до £5000.
Когда за его поимку была назначена награда, Афксентиу скрылся в горной цепи Кириния (Пендадактилос), где он обучал бойцов ЭОКА навыкам владения оружием и партизанской войны.
В октябре 1955 года, на следующий день после прибытия на Кипр фельдмаршала Хардинга, Афксентиу и его бойцы совершили нападение на полицейский участок в Лефконико, где среди бела дня захватили весь арсенал оружия, хранящегося там. Хотя рейд планировался заблаговременно, он стал вызовом, брошенным новому британскому губернатору Кипра.
В декабре 1955 года Афксентиу был переведен по приказу Гриваса к горной цепи Троодос и разместился в штабе ЭОКА в Спилии. В ходе сражения при Спилии Афксентиу командовал отрядом бойцов, под покровом тумана покинувших убежище и отошедших на запад без потерь.
3 марта 1957 года, после того, как информатор выдал его местонахождение, британские войска обнаружили Афксентиу в тайном убежище в окрестностях монастыря Махерас. В это время внутри укрытия были Афксентиу и ещё четыре партизана. Понимая, что силы не равны, Афксентиу приказал своим товарищам сдаться, но сам остался, чтобы сражаться до конца. Британский офицер потребовал от него выйти с поднятыми руками, на что Афксентиу ответил «Molon labe» (пер. «приди и возьми»), повторив слова царя Леонида в битве при Фермопилах. Понимая, что захватить Афксентиу живым, не понеся потерь, невозможно, британцы залили в убежище бензин и сожгли его заживо. Опасаясь народного восстания, британцы захоронили обугленное тело во дворе Центральной тюрьмы Никосии, где оно находится и по сей день.